# 3755 Lecointe
A 3755 Lecointe (ideiglenes jelöléssel 1950 SJ) a Naprendszer kisbolygóövében található aszteroida. Sylvain Julien Victor Arend fedezte fel 1950. szeptember 19-én.